# Montcabrier (Lot)
Pour les articles homonymes, voir Montcabrier.
Montcabrier est une commune française située dans l'ouest du département du Lot, en région Occitanie. Elle est également dans la Bouriane, une région naturelle sablonneuse et collinaire couverte de forêt avec comme essence principale des châtaigniers.
Exposée à un climat océanique altéré, elle est drainée par la Thèze et par divers autres petits cours d'eau. La commune possède un patrimoine naturel remarquable :  un espace protégé (les « falaises lotoises (rapaces) ») et une zone naturelle d'intérêt écologique, faunistique et floristique.
Montcabrier est une commune rurale qui compte 342 habitants en 2022, après avoir connu un pic de population de 1 142 habitants en 1841. Ses habitants sont appelés les Cabrimontiens ou  Cabrimontiennes.

## Géographie
Commune située dans le Quercy en Bouriane sur la Thèze et sur l'ancienne route nationale 673, entre Fumel et Gourdon.

### Communes limitrophes
Montcabrier est limitrophe de six autres communes dont une en Dordogne et une autre en Lot-et-Garonne.
Les communes limitrophes sont  Cassagnes, Duravel, Loubejac, Puy-l'Évêque, Saint-Martin-le-Redon et Sauveterre-la-Lémance.
| Sauveterre-la-Lémance (Lot-et-Garonne) | Loubejac (Dordogne) |              |
| Saint-Martin-le-Redon                  | Montcabrier         | Cassagnes    |
|                                        | Duravel             | Puy-l'Évêque |

### Hydrographie
La commune est arrosée par la Thèze, un affluent rive droite du Lot.

### Géologie et relief
La superficie de la commune est de 2 175 hectares ; son altitude varie de 103  à   271 mètres.

### Voies de communication et transports
Accès avec la route départementale 673. Sur la Via Arvernha chemin contemporain du pèlerinage de Saint-Jacques-de-Compostelle.

### Climat
Pour des articles plus généraux, voir Climat de l'Occitanie et Climat du Lot.
En 2010, le climat de la commune est de type climat océanique altéré, selon une étude s'appuyant sur une série de données couvrant la période 1971-2000. En 2020, Météo-France publie une typologie des climats de la France métropolitaine dans laquelle la commune est toujours exposée à un climat océanique altéré et est dans la région climatique Aquitaine, Gascogne, caractérisée par une pluviométrie abondante au printemps, modérée en automne, un faible ensoleillement au printemps, un été chaud (19,5 °C), des vents faibles, des brouillards fréquents en automne et en hiver et des orages fréquents en été (15 à 20 jours).
Pour la période 1971-2000, la température annuelle moyenne est de 12,2 °C, avec une amplitude thermique annuelle de 15,6 °C. Le cumul annuel moyen de précipitations est de 893 mm, avec 11,5 jours de précipitations en janvier et 6,4 jours en juillet. Pour la période 1991-2020, la température moyenne annuelle observée sur la station météorologique la plus proche, située sur la commune d'Anglars-Juillac à 12 km à vol d'oiseau, est de 13,5 °C et le cumul annuel moyen de précipitations est de 822,6 mm,. Pour l'avenir, les paramètres climatiques de la commune estimés pour 2050 selon différents scénarios d’émission de gaz à effet de serre sont consultables sur un site dédié publié par Météo-France en novembre 2022.

### Milieux naturels et biodiversité

#### Espaces protégés
La protection réglementaire est le mode d’intervention le plus fort pour préserver des espaces naturels remarquables et leur biodiversité associée,.
Un espace protégé est présent sur la commune : 
les « falaises lotoises (rapaces) », objet d'un arrêté de protection de biotope, d'une superficie de 6,6 ha.

#### Zones naturelles d'intérêt écologique, faunistique et floristique

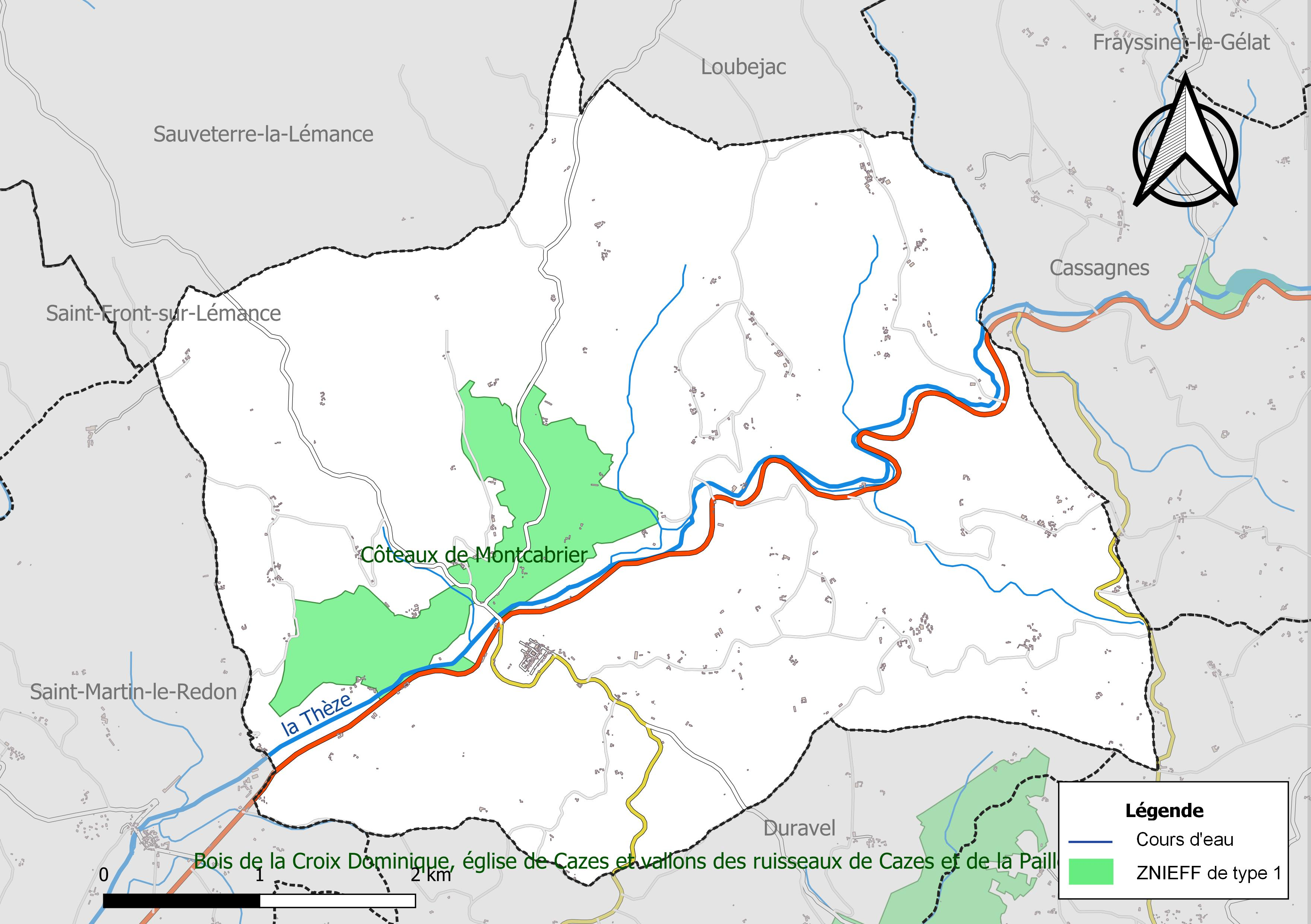
Carte de la ZNIEFF de type 1 localisée sur la commune.

L’inventaire des zones naturelles d'intérêt écologique, faunistique et floristique (ZNIEFF) a pour objectif de réaliser une couverture des zones les plus intéressantes sur le plan écologique, essentiellement dans la perspective d’améliorer la connaissance du patrimoine naturel national et de fournir aux différents décideurs un outil d’aide à la prise en compte de l’environnement dans l’aménagement du territoire.
Une ZNIEFF de type 1 est recensée sur la commune :
les « coteaux de Montcabrier » (161 ha).

## Urbanisme

### Typologie
Au 1er janvier 2024, Montcabrier est catégorisée commune rurale à habitat très dispersé, selon la nouvelle grille communale de densité à sept niveaux définie par l'Insee en 2022.
Elle est située hors unité urbaine et hors attraction des villes,.

### Occupation des sols
L'occupation des sols de la commune, telle qu'elle ressort de la base de données européenne d’occupation biophysique des sols Corine Land Cover (CLC), est marquée par l'importance des forêts et milieux semi-naturels (63,2 % en 2018), une proportion sensiblement équivalente à celle de 1990 (63,3 %). La répartition détaillée en 2018 est la suivante : 
forêts (63,2 %), zones agricoles hétérogènes (31,3 %), prairies (5,5 %). L'évolution de l’occupation des sols de la commune et de ses infrastructures peut être observée sur les différentes représentations cartographiques du territoire : la carte de Cassini (XVIIIe siècle), la carte d'état-major (1820-1866) et les cartes ou photos aériennes de l'IGN pour la période actuelle (1950 à aujourd'hui).

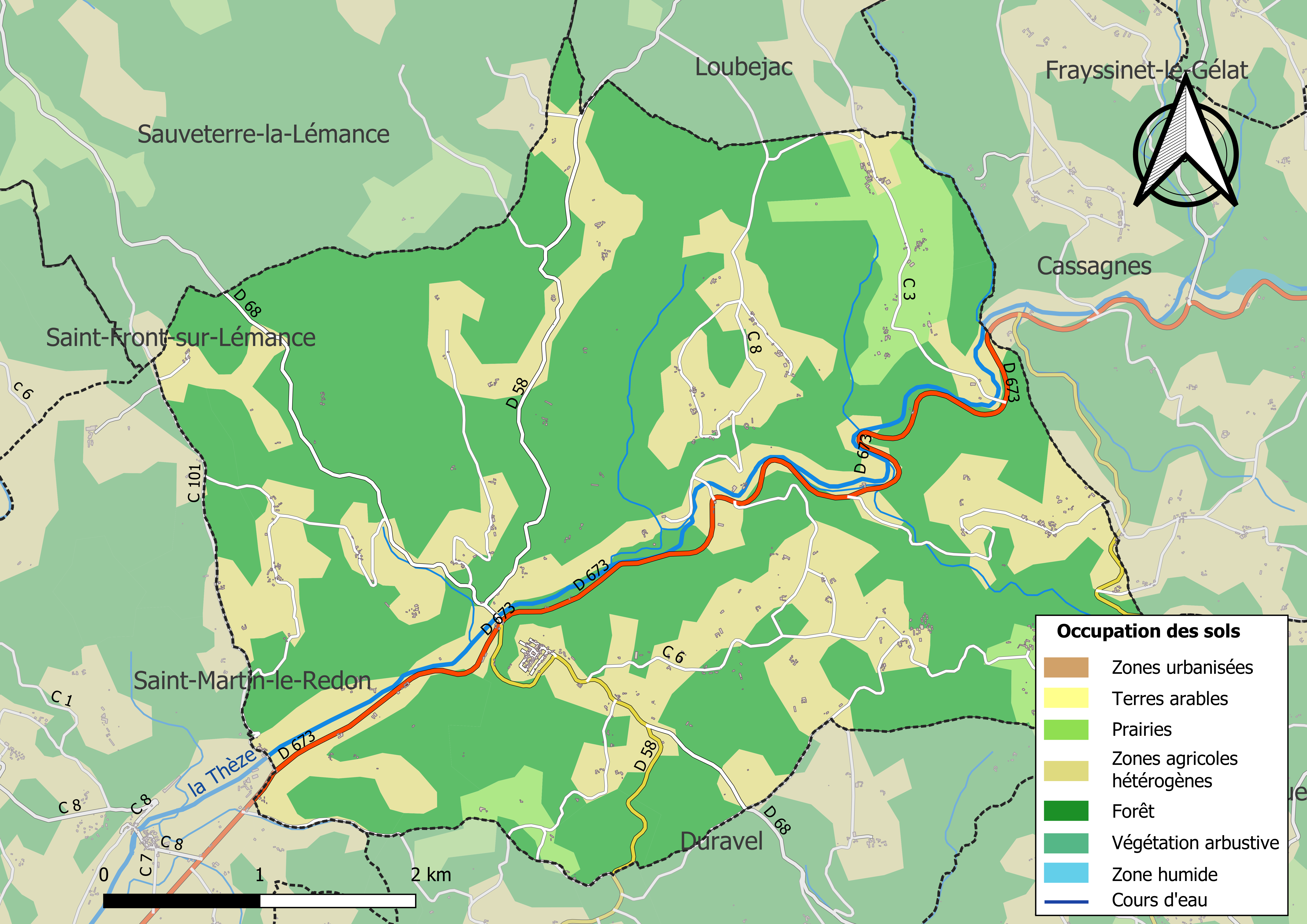
Carte des infrastructures et de l'occupation des sols de la commune en 2018 (CLC).

### Risques majeurs
Le territoire de la commune de Montcabrier est vulnérable à différents aléas naturels : météorologiques (tempête, orage, neige, grand froid, canicule ou sécheresse), inondations, feux de forêts, mouvements de terrains et séisme (sismicité très faible). Un site publié par le BRGM permet d'évaluer simplement et rapidement les risques d'un bien localisé soit par son adresse soit par le numéro de sa parcelle.
Certaines parties du territoire communal sont susceptibles d’être affectées par le risque d’inondation par débordement de cours d'eau, notamment la Thèze. La cartographie des zones inondables en ex-Midi-Pyrénées réalisée dans le cadre du XIe Contrat de plan État-région, visant à informer les citoyens et les décideurs sur le risque d’inondation, est accessible sur le site de la DREAL Occitanie. La commune a été reconnue en état de catastrophe naturelle au titre des dommages causés par les inondations et coulées de boue survenues en 1982, 1992, 1993 et 1999,.
Montcabrier est exposée au risque de feu de forêt. Un plan départemental de protection des forêts contre les incendies a été approuvé par arrêté préfectoral le 30 novembre 2015 pour la période 2015-2025. Les propriétaires doivent ainsi couper les broussailles, les arbustes et les branches basses sur une profondeur de 50 mètres, aux abords des constructions, chantiers, travaux et installations de toute nature, situées à moins de 200 mètres de terrains en nature
de bois, forêts, plantations, reboisements, landes ou friches. Le brûlage des déchets issus de l’entretien des parcs et jardins des ménages et des collectivités est interdit. L’écobuage est également interdit, ainsi que les feux de type méchouis et barbecues, à l’exception de ceux prévus dans des installations fixes (non situées sous couvert d'arbres) constituant une dépendance d'habitation.

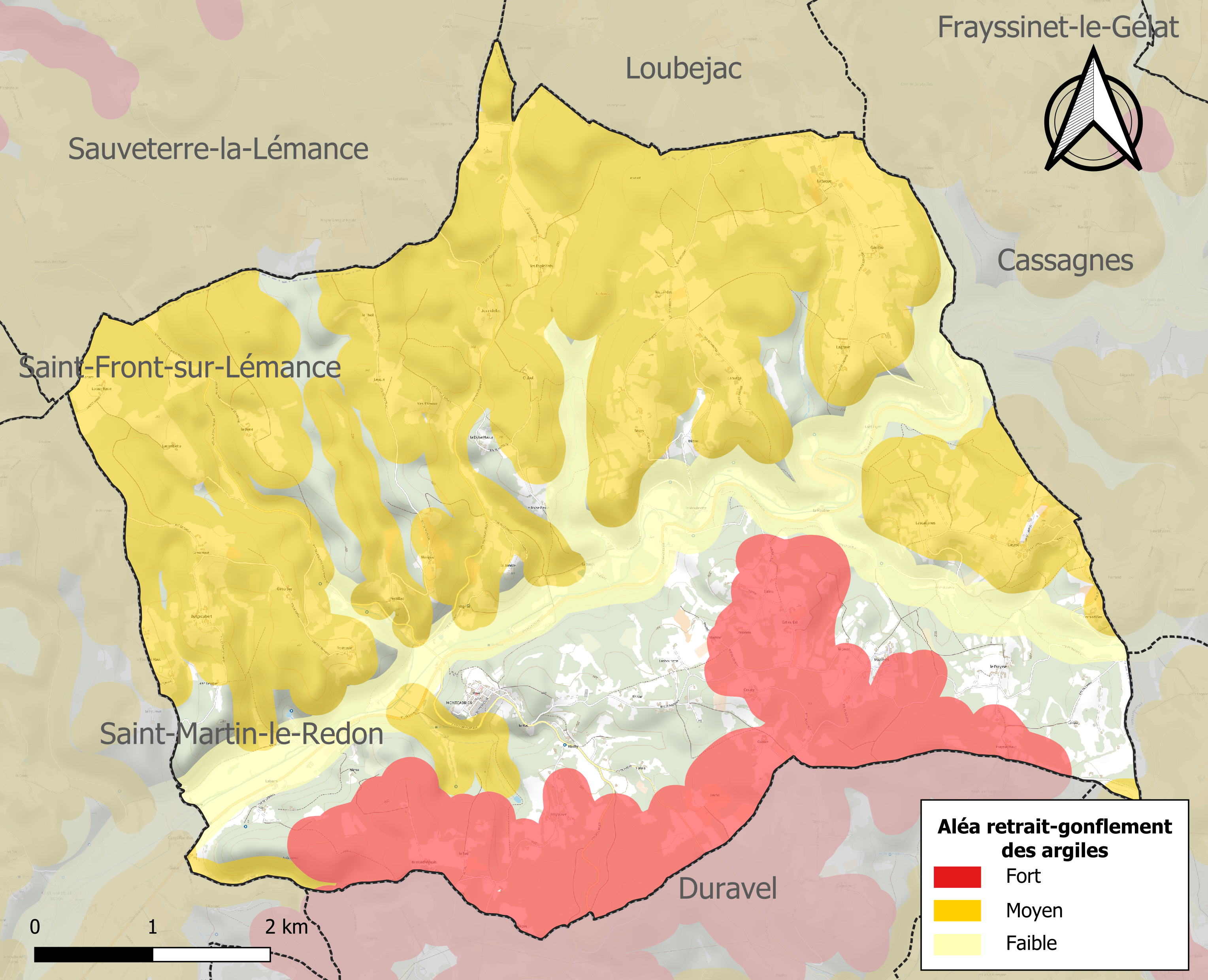
Carte des zones d'aléa retrait-gonflement des sols argileux de Montcabrier.

Les mouvements de terrains susceptibles de se produire sur la commune sont des éboulements, chutes de pierres et de blocs, des glissements de terrain et des tassements différentiels.
Le retrait-gonflement des sols argileux est susceptible d'engendrer des dommages importants aux bâtiments en cas d’alternance de périodes de sécheresse et de pluie. 68 % de la superficie communale est en aléa moyen ou fort (67,7 % au niveau départemental et 48,5 % au niveau national). Sur les 266 bâtiments dénombrés sur la commune en 2019, 151 sont en aléa moyen ou fort, soit 57 %, à comparer aux 72 % au niveau départemental et 54 % au niveau national. Une cartographie de l'exposition du territoire national au retrait gonflement des sols argileux est disponible sur le site du BRGM,.
Par ailleurs, afin de mieux appréhender le risque d’affaissement de terrain, l'inventaire national des cavités souterraines permet de localiser celles situées sur la commune.
Concernant les mouvements de terrains, la commune a été reconnue en état de catastrophe naturelle au titre des dommages causés par des mouvements de terrain en 1999.

## Toponymie
Le toponyme Montcabrier, en occitan Montcabrièr, est basé les mots occitan mont issu du latin montem qui désigne un endroit élevé et sur cabrièr pour une étable ou un parc à chèvres.

## Histoire
La bastide de Montcabrier fut fondée en 1298 par le sénéchal du Périgord et du Quercy, Guy de Caprary, sous le règne de Philippe le Bel.

## Politique et administration

### Administration municipale
Le nombre d'habitants au recensement de 2011 étant compris entre 100 et 499, le nombre de membres du conseil municipal pour l'élection de 2014 est de onze,.

### Rattachements administratifs et électoraux
Commune faisant partie de l'arrondissement de Cahors de la communauté de communes de la Vallée du Lot et du Vignoble et du canton de Puy-l'Évêque.

### Liste des maires

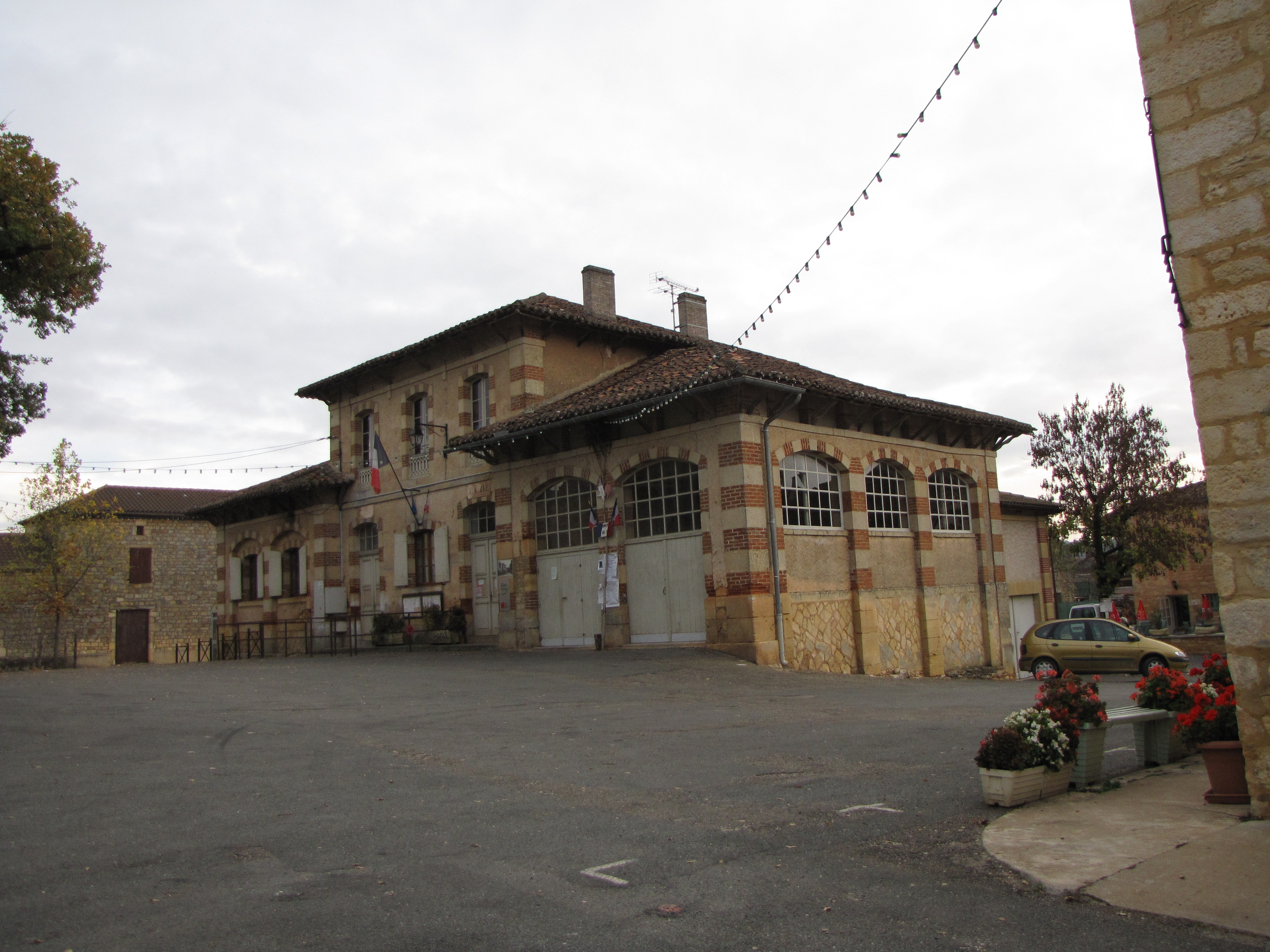
La mairie en 2009.

| Période                                  | Période  | Identité          | Étiquette | Qualité |
| ---------------------------------------- | -------- | ----------------- | --------- | ------- |
| Les données manquantes sont à compléter. |          |                   |           |         |
|                                          |          |                   |           |         |
| 1840                                     | 1843     | Jean Laborde      |           |         |
| 1843                                     | 1848     | Jean Austry       |           |         |
| 1848                                     | 1855     | Chery Ballande    |           |         |
| 1855                                     | 1882     | François Laporte  |           |         |
| 1882                                     | 1885     | Jean Jauffrau     |           |         |
| 1885                                     | 1888     | Denat             |           |         |
| 1888                                     | 1893     | Jean Jauffrau     |           |         |
| 1893                                     | 1895     | François Amouroux |           |         |
| 1895                                     | 1902     | Pierre Denuc      |           |         |
|                                          |          |                   |           |         |
| avant 1981                               | ?        | Michel Delmas     |           |         |
|                                          |          |                   |           |         |
| 2001                                     | 2008     | Pierre Oulières   |           |         |
| 2008 (réélu en mai 2020)                 | En cours | Didier Doriac     |           |         |

## Population et société

### Démographie
L'évolution du nombre d'habitants est connue à travers les recensements de la population effectués dans la commune depuis 1793. Pour les communes de moins de 10 000 habitants, une enquête de recensement portant sur toute la population est réalisée tous les cinq ans, les populations de référence des années intermédiaires étant quant à elles estimées par interpolation ou extrapolation. Pour la commune, le premier recensement exhaustif entrant dans le cadre du nouveau dispositif a été réalisé en 2005.

En 2022, la commune comptait 342 habitants, en évolution de −3,39 % par rapport à 2016 (Lot : +1,31 %, France hors Mayotte : +2,11 %).
| 1793 | 1841  | 1846  | 1851  | 1856  | 1861  | 1866 | 1872 | 1876 |
| ---- | ----- | ----- | ----- | ----- | ----- | ---- | ---- | ---- |
| 560  | 1 142 | 1 063 | 1 122 | 1 072 | 1 036 | 991  | 953  | 914  |

| 1881 | 1886 | 1891 | 1896 | 1901 | 1906 | 1911 | 1921 | 1926 |
| ---- | ---- | ---- | ---- | ---- | ---- | ---- | ---- | ---- |
| 845  | 844  | 849  | 855  | 786  | 663  | 626  | 524  | 530  |

| 1931 | 1936 | 1946 | 1954 | 1962 | 1968 | 1975 | 1982 | 1990 |
| ---- | ---- | ---- | ---- | ---- | ---- | ---- | ---- | ---- |
| 513  | 485  | 449  | 511  | 403  | 426  | 380  | 352  | 403  |

| 1999 | 2005 | 2006 | 2010 | 2015 | 2020 | 2022 | - | - |
| ---- | ---- | ---- | ---- | ---- | ---- | ---- | - | - |
| 385  | 391  | 397  | 351  | 353  | 345  | 342  | - | - |

| selon la population municipale des années : | 1968 | 1975 | 1982 | 1990 | 1999 | 2006 | 2009 | 2013 |
| Rang de la commune dans le département      | 61   | 83   | 87   | 85   | 93   | 103  | 121  | 131  |
| Nombre de communes du département           | 340  | 340  | 340  | 340  | 340  | 340  | 340  | 340  |

### Enseignement
Montcabrier fait partie de l'académie de Toulouse.

### Culture et festivités
Comité des fêtes, salle des fêtes, festival 8 de Montcabrier, musée Le Livre et de La Lettre,

### Activités sportives
Football, chasse, pétanque, randonnée pédestre, gymnastique, pêche,

### Écologie et recyclage
La collecte et le traitement des déchets des ménages et des déchets assimilés ainsi que la protection et la mise en valeur de l'environnement se font dans le cadre du SYDED.

## Économie

### Revenus
En 2018, la commune compte 160 ménages fiscaux, regroupant 326 personnes. La médiane du revenu disponible par unité de consommation est de 21 580 € (20 740 € dans le département).

### Emploi
|                | 2008  | 2013  | 2018  |
| -------------- | ----- | ----- | ----- |
| Commune        | 3,4 % | 9,7 % | 7,7 % |
| Département    | 7,3 % | 8,9 % | 9,6 % |
| France entière | 8,3 % | 10 %  | 10 %  |

En 2018, la population âgée de 15 à 64 ans s'élève à 186 personnes, parmi lesquelles on compte 71,4 % d'actifs (63,7 % ayant un emploi et 7,7 % de chômeurs) et 28,6 % d'inactifs,. Depuis 2008, le taux de chômage communal (au sens du recensement) des 15-64 ans est inférieur à celui de la France et du département.
La commune est hors attraction des villes,. Elle compte 63 emplois en 2018, contre 62 en 2013 et 63 en 2008. Le nombre d'actifs ayant un emploi résidant dans la commune est de 122, soit un indicateur de concentration d'emploi de 51,2 % et un taux d'activité parmi les 15 ans ou plus de 41,7 %.
Sur ces 122 actifs de 15 ans ou plus ayant un emploi, 43 travaillent dans la commune, soit 35 % des habitants. Pour se rendre au travail, 78,3 % des habitants utilisent un véhicule personnel ou de fonction à quatre roues, 1,7 % les transports en commun, 2,5 % s'y rendent en deux-roues, à vélo ou à pied et 17,5 % n'ont pas besoin de transport (travail au domicile).

### Activités hors agriculture

#### Secteurs d'activités
34 établissements sont implantés  à Montcabrier au 31 décembre 2019. Le tableau ci-dessous en détaille le nombre par secteur d'activité et compare les ratios avec ceux du département,.
| Secteur d'activité                                                                                        | Commune | Commune | Département |
| Secteur d'activité                                                                                        | Nombre  | %       | %           |
| --- | ------- | ------- | ----------- |
| Ensemble                                                                                                  | 34      |         |             |
| Industrie manufacturière, industries extractives et autres                                                | 4       | 11,8 %  | (14 %)      |
| Construction                                                                                              | 5       | 14,7 %  | (13,9 %)    |
| Commerce de gros et de détail, transports, hébergement et restauration                                    | 14      | 41,2 %  | (29,9 %)    |
| Activités immobilières                                                                                    | 2       | 5,9 %   | (3,5 %)     |
| Activités spécialisées, scientifiques et techniques et activités de services administratifs et de soutien | 7       | 20,6 %  | (13,5 %)    |
| Administration publique, enseignement, santé humaine et action sociale                                    | 1       | 2,9 %   | (12 %)      |
| Autres activités de services                                                                              | 1       | 2,9 %   | (8,7 %)     |

Le secteur du commerce de gros et de détail, des transports, de l'hébergement et de la restauration est prépondérant sur la commune puisqu'il représente 41,2 % du nombre total d'établissements de la commune (14 sur les 34 entreprises implantées  à Montcabrier), contre 29,9 % au niveau départemental.

#### Entreprises et commerces
Les quatre entreprises ayant leur siège social sur le territoire communal qui génèrent le plus de chiffre d'affaires en 2020 sont : 
- Entreprise Bergon-Delteil, exploitation de gravières et sablières, extraction d'argiles et de kaolin (2 688 k€) ;
- JPS Services, conseil pour les affaires et autres conseils de gestion (150 k€) ;
- Pam's, transports de voyageurs par taxis (22 k€) ;
- SARL Salinie, hôtels et hébergement similaire (6 k€).

### Agriculture
La commune est dans la « Bourianne », une petite région agricole occupant une partiede l'ouest du territoire du département du Lot. En 2020, l'orientation technico-économique de l'agriculture  sur la commune est la polyculture et/ou le polyélevage.
|               | 1988 | 2000 | 2010 | 2020 |
| ------------- | ---- | ---- | ---- | ---- |
| Exploitations | 47   | 32   | 26   | 12   |
| SAU (ha)      | 618  | 519  | 435  | 340  |

Le nombre d'exploitations agricoles en activité et ayant leur siège dans la commune est passé de 47 lors du recensement agricole de 1988  à 32 en 2000 puis à 26 en 2010 et enfin à 12 en 2020, soit une baisse de 74 % en 32 ans. Le même mouvement est observé à l'échelle du département qui a perdu pendant cette période 60 % de ses exploitations,. La surface agricole utilisée sur la commune a également diminué, passant de 618 ha en 1988 à 340 ha en 2020. Parallèlement la surface agricole utilisée moyenne par exploitation a augmenté, passant de 13 à 28 ha.

## Culture locale et patrimoine

### Lieux et monuments
La bastide est bien implantée, avec ses rues parallèles qui s'organisent autour d'une place carrée bordée de façades médiévales avec arcades et cornières en encorbellement.
À noter :
- des escaliers dans les entremis séparant les habitations.
- L'église Saint-Louis du XIIIe siècle a été construite à l'emplacement d'une chapelle romane, à l'initiative de Philippe IV, en l'honneur de la canonisation de saint Louis. Elle fut reconstruite en partie au XIVe siècle. Les parties hautes de la nef et de la sacristie en chevet datent du XVIIIe siècle. L'église fut amputée d'une travée à l'ouest, à la suite d'un incendie, et la façade a été reconstruite à la fin du XIXe siècle[43] Elle domine la place de toute la hauteur de son clocher-mur à six arcatures et son portail rayonnant intégrant une rosace ; curieuse porte latérale ornée d'un arc ployé en contrecourbe ; l'édifice est inscrit au titre des monuments historiques, d'abord partiellement en 1925, puis intégralement en 2003[44].
- Le presbytère surmonté de sa mitre de cheminée ajourée.
- La maison dite de la cour de justice avec son échauguette du XVIe siècle.
- L'ancienne maison de la jugerie avec sa fenêtre Renaissance date du XVIe siècle. Sa façade est inscrite au titre des monuments historiques en 1925[45].
- Vestiges de l'enceinte, remparts, porte fortifiée, tour d'angle.

À proximité :
- Castrum de Pestillac, et l'église du castrum de Pestillac. L'église et le château de Pestillac (ruines) ont été inscrits au titre des monuments historiques en 1926[46].
- Grotte de Pestillac
- Église Saint-Martin de Mazières[47]. L'édifice est référencé dans la base Mérimée et à l'Inventaire général de la région Occitanie[48].
- Église Notre-Dame de Pestillac[49]. L'édifice a été inscrit au titre des monuments historiques en 2020[50].
- Église Saint-Caprais de Guiral[51].

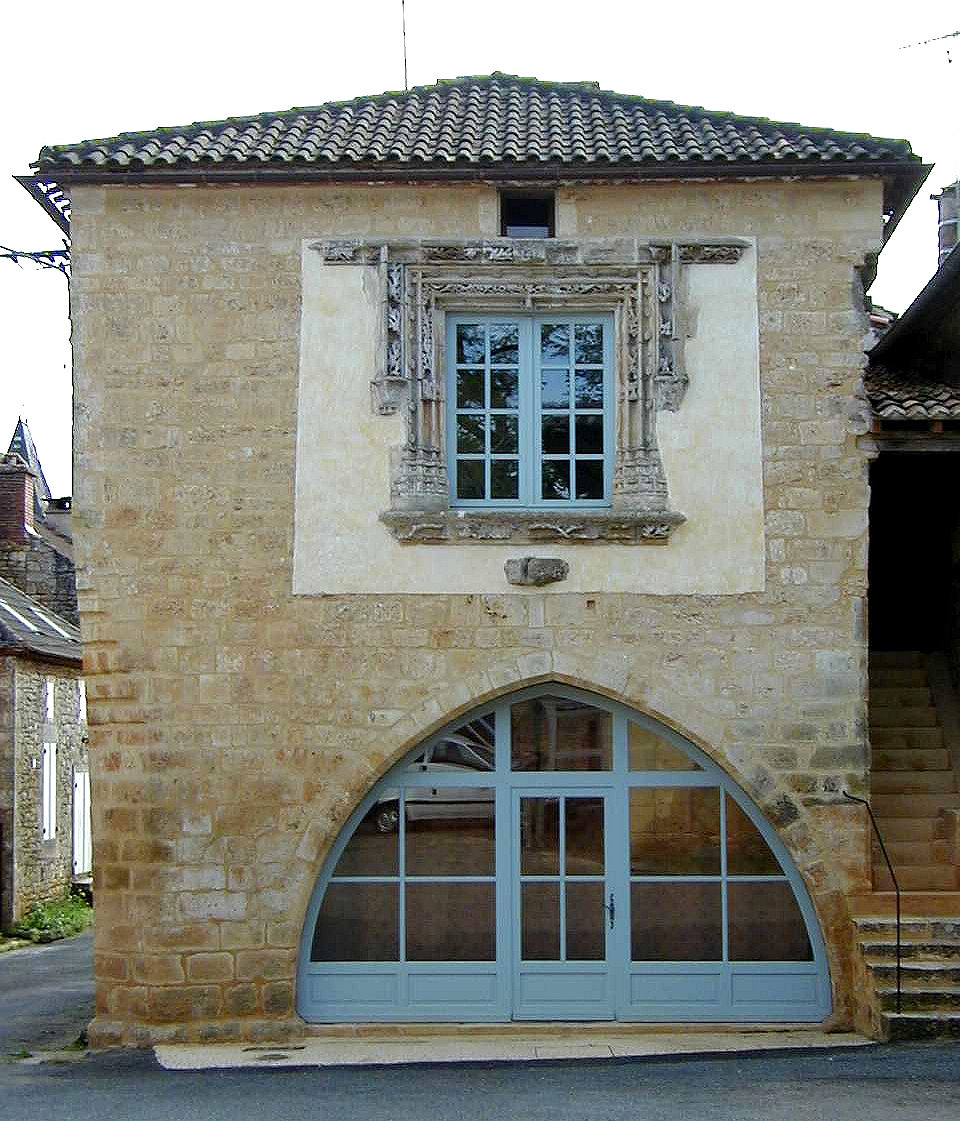
Maison du XVIe siècle.
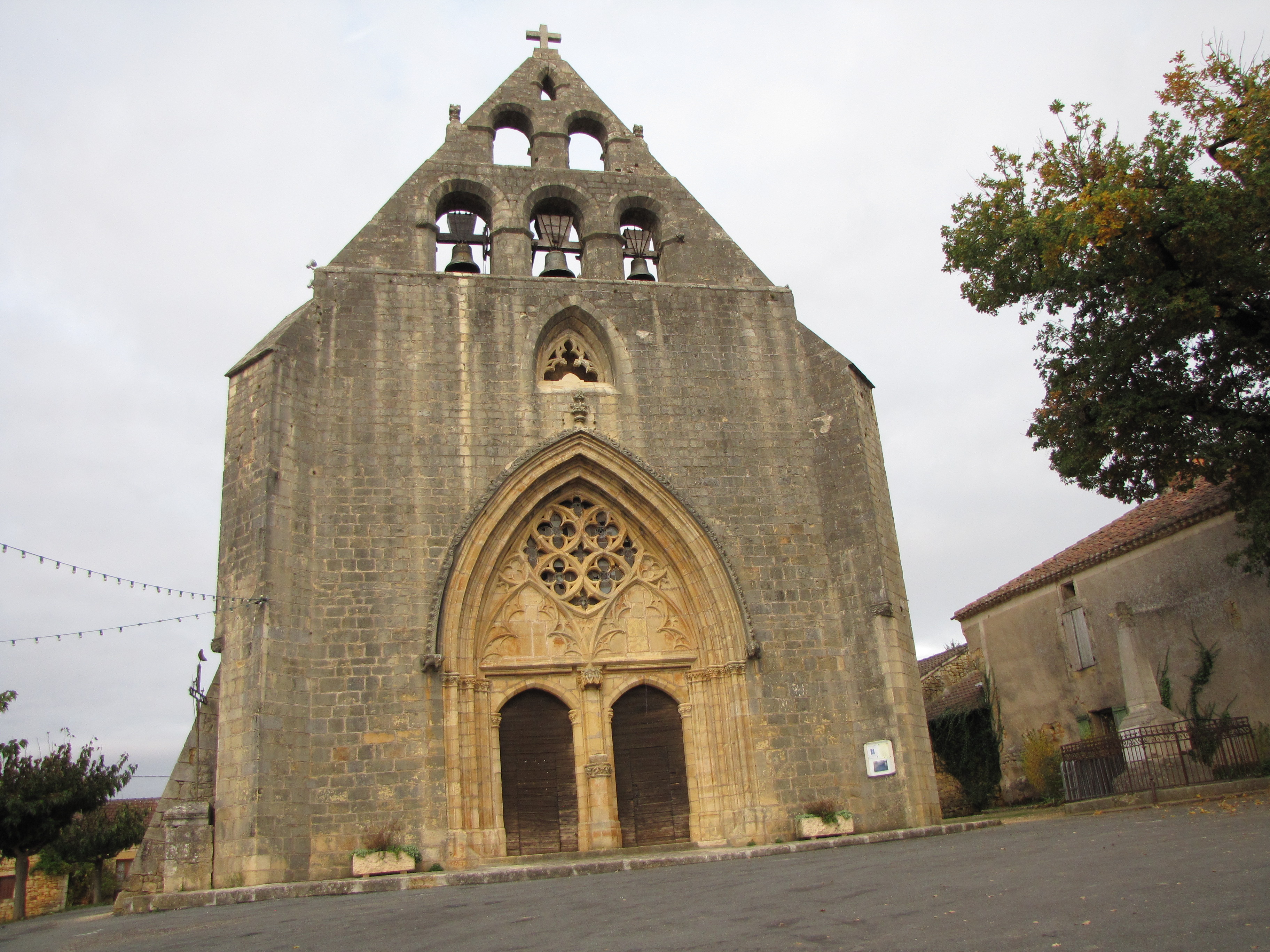
Église Saint-Louis.
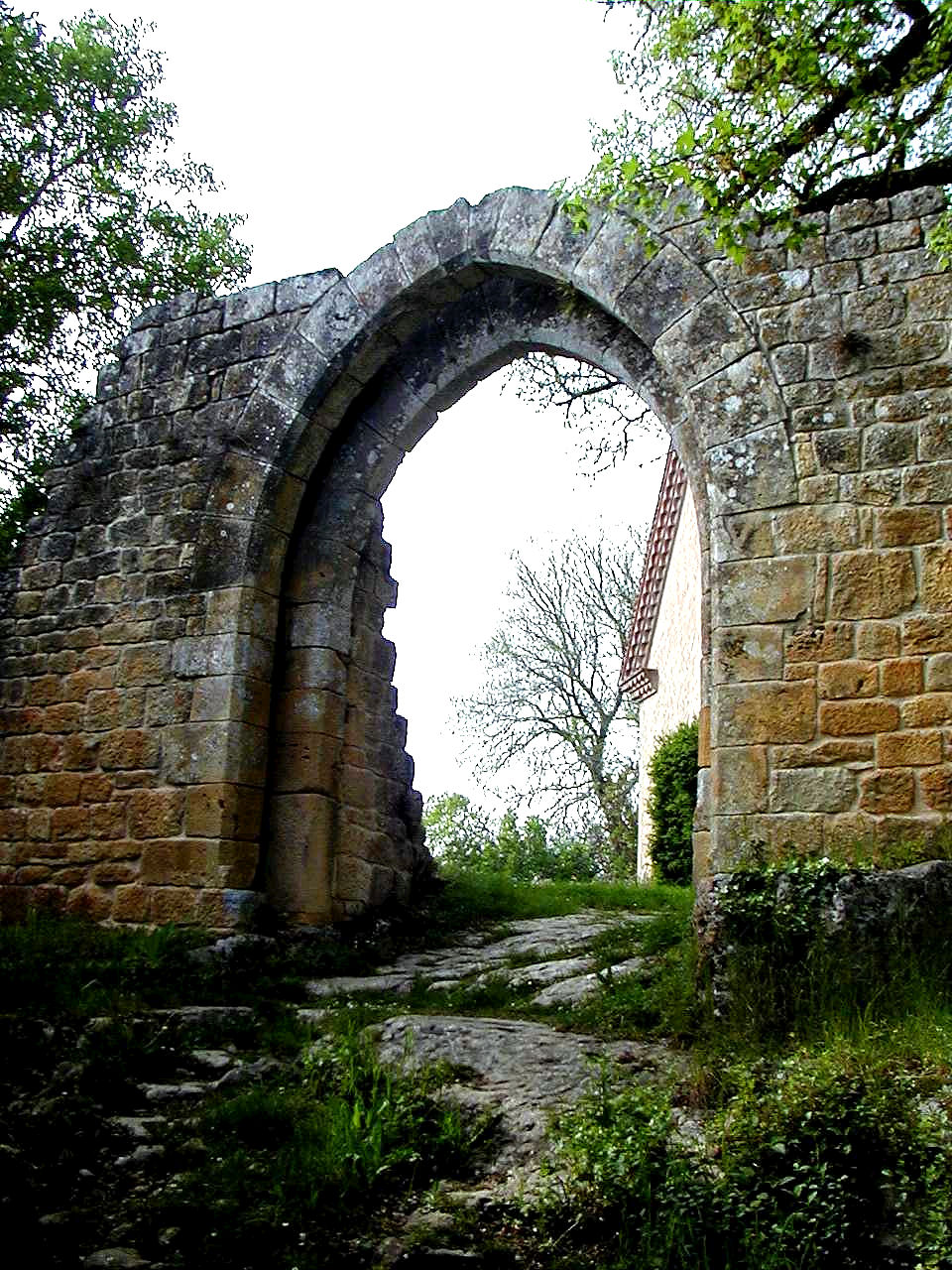
Porte de ville du XIVe siècle.

### Personnalités liées à la commune
- Famille de La Roque-Bouillac

### Héraldique
| Blason de Montcabrier | Blason  | De gueules au bouc bondissant par-dessus un chêne posé au sommet d'une montagne, le tout d'argent, au chef cousu d'azur chargé de trois fleurs de lis d'or. |
| Blason de Montcabrier | Détails | Le statut officiel du blason reste à déterminer. |